# Iucharba
Iucharba é uma divindade menor da mitologia celta, que compõe com os irmãos Iuchar e Brian a tragédia dos Filhos de Tuireann; Iucharba não possui um papel relevante, além das aventuras que partilhou com os irmãos.